# Queensland International II 2025 - Doppio
Il doppio del torneo di tennis professionistico Play In Challenger Lille 2025, facente parte della categoria Challenger 75 nell'ambito dell'ATP Challenger Tour 2025, si è giocato dal 3 al 9 febbraio a Brisbane, in Australia. Matthew Romios e Colin Sinclair erano i detentori del titolo ma solo Sinclair aveva scelto di partecipare in coppia con Jake Delaney.
In finale Joshua Charlton e Patrick Harper hanno sconfitto Matt Hulme e James Watt con il punteggio di 4–6, 7–6(5), [12–10].

## Teste di serie
1. Charles Broom /  Anirudh Chandrasekar (primo turno)
2. Joshua Charlton /  Patrick Harper (campioni)

1. Blake Ellis /  Hsu Yu-hsiou (semifinale, ritirati)
2. Blake Bayldon /  Mats Hermans (semifinale)

## Tabellone

### Legenda
| - Q = Qualificato - WC = Wild card - LL = Lucky loser | - ALT = Alternate - SE = Special Exempt - PR = Protected Ranking | - w/o = Walkover - r = Ritirato - d = Squalificato |

|  | Primo turno | Primo turno             | Primo turno            | Primo turno | Primo turno |  |  | Quarti di finale | Quarti di finale        | Quarti di finale        | Quarti di finale    | Quarti di finale    |                     |     | Semifinali | Semifinali            | Semifinali      | Semifinali                     | Semifinali |   |      | Finale | Finale | Finale | Finale | Finale |  |
|  |             |                         |                        |             |             |  |  |                  |                         |                         |                     |                     |                     |     |            |                       |                 |                                |            |   |      |        |        |        |        |        |  |
|  | 1           | C Broom A Chandrasekar  | 4                      | 7           | [7]         |  |  |                  |                         |                         |                     |                     |                     |     |            |                       |                 |                                |            |   |      |        |        |        |        |        |  |
|  |             | Je Delaney M Whitehouse | 6                      | 65          | [10]        |  |  |                  | Je Delaney M Whitehouse | Je Delaney M Whitehouse | 69                  | 3                   |                     |     |            |                       |                 |                                |            |   |      |        |        |        |        |        |  |
|  |             | M Hulme J Watt          | 65                     | 6           | [10]        |  |  |                  | M Hulme J Watt          | M Hulme J Watt          | 711                 | 6                   |                     |     |            |                       |                 |                                |            |   |      |        |        |        |        |        |  |
|  |             | M Gengel M Janvier      | 7                      | 2           | [6]         |  |  |                  |                         |                         |                     |                     |                     |     |            | M Hulme J Watt        | 7               | 65                             | [10]       |   |      |        |        |        |        |        |  |
|  | 4           | B Bayldon M Hermans     | 4                      | 6           | [15]        |  |  |                  |                         | 4                       | B Bayldon M Hermans | 65                  | 7                   | [4] |            |                       |                 |                                |            |   |      |        |        |        |        |        |  |
|  |             | C Hewitt D Markovina    | 6                      | 3           | [13]        |  |  | 4                | B Bayldon M Hermans     | B Bayldon M Hermans     | 6                   | 710                 |                     |     |            |                       |                 |                                |            |   |      |        |        |        |        |        |  |
|  |             | T-h Huang H Shiraishi   | T-h Huang H Shiraishi  | 6           | 7           |  |  |                  | T-h Huang H Shiraishi   | T-h Huang H Shiraishi   | 4                   | 68                  |                     |     |            |                       |                 |                                |            |   |      |        |        |        |        |        |  |
|  |             | M Imamura S Watanabe    | M Imamura S Watanabe   | 4           | 5           |  |  |                  |                         |                         |                     |                     |                     |     |            | Matt Hulme James Watt | 6               | 65                             | [10]       |   |      |        |        |        |        |        |  |
|  |             | K Ogura K Saitoh        | K Ogura K Saitoh       | 62          | 3           |  |  |                  |                         |                         |                     |                     |                     |     |            |                       | 2               | Joshua Charlton Patrick Harper | 4          | 7 | [12] |        |        |        |        |        |  |
|  |             | Ja Delaney C Sinclair   | Ja Delaney C Sinclair  | 7           | 6           |  |  |                  | Ja Delaney C Sinclair   | Ja Delaney C Sinclair   | 4                   | 4                   |                     |     |            |                       |                 |                                |            |   |      |        |        |        |        |        |  |
|  |             | H Jones P Marinkov      | 3                      | 7           | [0]         |  |  | 3                | B Ellis Y-h Hsu         | B Ellis Y-h Hsu         | 6                   | 6                   |                     |     |            |                       |                 |                                |            |   |      |        |        |        |        |        |  |
|  | 3           | B Ellis Y-h Hsu         | 6                      | 62          | [10]        |  |  |                  |                         |                         |                     |                     |                     |     | 3          | B Ellis Y-h Hsu       | B Ellis Y-h Hsu | B Ellis Y-h Hsu                |            |   |      |        |        |        |        |        |  |
|  |             | S Hazawa S Imai         | S Hazawa S Imai        | 6           | 6           |  |  |                  |                         | 2                       | J Charlton P Harper | J Charlton P Harper | J Charlton P Harper | w/o |            |                       |                 |                                |            |   |      |        |        |        |        |        |  |
|  |             | Y Mochizuki N Nakagawa  | Y Mochizuki N Nakagawa | 0           | 3           |  |  |                  | S Hazawa S Imai         | 6                       | 3                   | [6]                 |                     |     |            |                       |                 |                                |            |   |      |        |        |        |        |        |  |
|  |             | K Pearson J Sheehy      | 3                      | 7           | [8]         |  |  | 2                | J Charlton P Harper     | 4                       | 6                   | [10]                |                     |     |            |                       |                 |                                |            |   |      |        |        |        |        |        |  |
|  | 2           | J Charlton P Harper     | 6                      | 65          | [10]        |  |  |                  |                         |                         |                     |                     |                     |     |            |                       |                 |                                |            |   |      |        |        |        |        |        |  |